# میتشا کالکی
میتشا کالکی (Michał Kalecki)‏ (۲۲ ژوئن ۱۸۹۹ – ۱۸ آوریل ۱۹۷۰)، اقتصاددان مارکسیستی لهستانی بود. او در طول زندگی‌اش در مدرسه اقتصاد لندن، دانشگاه کمبریج، دانشگاه آکسفورد و مدرسه اقتصاد ورشو کار کرد و مشاور اقتصادی دولت‌های لهستان، فرانسه، کوبا، اسرائیل، مکزیک و هند بود. او همچنین به عنوان معاون بخش اقتصاد سازمان ملل متحد در شهر نیویورک بود.
کالکی «یکی از برجسته‌ترین اقتصاددانان قرن بیستم» و «احتمالاً اصلی‌ترین آن‌ها» خوانده شده‌است. اغلب ادعا می‌شود که او تعداد زیاد ایده‌های مشابه به جان مینارد کینز را قبل از کینز توسعه داد، اما در جهان انگلیسی زبان کمتر معروف است. او ترکیبی را پیشنهاد کرد که تحلیل طبقاتی مارکسیستی و نوشتجات جدید دربارهٔ نظریهٔ اولیگوپولی را مدغم ساخت و کار او تأثیر برجسته‌ای بر مکاتب تفکر اقتصادی نئومارکسیستی (سرمایه مونوپولی) و پساکینزی برجا گذاشت. او یکی از اولین اقتصاددانان کلانی بود که مدل‌های ریاضیاتی و اطلاعات آماری را در مسائل اقتصادی به کار برد. کالکی که در همان زمان یک اقتصاددان سیاسی و فردی با عقاید چپی بود، بر جوانب اجتماعی و پیامدهای سیاست‌های اقتصادی تأکید داشت.
کالکی سهم بزرگ نظری و عملی در حوزه‌هایی چون چرخه تجاری، رشد، اشتغال کامل، توزیع عایدات، چرخه رونق سیاسی، اقتصاد اولیگوپولیستی و ریسک از خود به‌جا گذاشت. در کنار سایر علایق چشمگیر او: مسائل پولی، توسعه اقتصادی، علم مالیه، ربح و تورم قرار داشتند. کالکی در سال ۱۹۷۰ میلادی نامزد جایزه یادبود نوبل علوم اقتصادی بود، اما در همان سال از دنیا رفت.

## زندگی‌نامه

### سال‌های اولیه: ۱۸۹۹–۱۹۳۳
میتشا کالکی در ۲۲ ژوئن ۱۸۹۹ در ووچ، لهستان کنگره که سپس بخشی از امپراطوری روسیه شد، به دنیا آمد. اطلاعات در مورد سال‌های ابتدائی او بسیار پراکنده‌اند که بخشی از آن در جریان اشغال نازی از دست رفت، اما او در مرکز صنعتی با نیروی کاری آشفته بزرگ شد که دیدگاه‌های آینده او را متأثر ساخت. کالکی در سال ۱۹۱۷ میلادی در پولیتکنیک ورشو ثبت نام و مهندسی عمران خواند. او یک شاگرد توانا بود و کلی سازی نظریه پاسکال را با ترسیم یک شش ضلعی در یک منحی درجه دو رسمی ساخت: کالکی آن را برای یک چندضعلی که تعداد اضلاح آن 2n باشد، کلیت بخشید.
کالکی به دلیلی که پدرش یک کارخانه کوچک نساجی را از دست داد، مجبور شد به عنوان محاسب شغل بگیرد؛ در جریان سال اولش در ورشو او به کار کردن به‌صورت پراکنده ادامه داد. پس از اتمام سال اول مهندسی، مجبور شد از سال ۱۹۱۸ تا ۱۹۲۱ تحصیلاتش را متوقف ساخته و خدمت نظامیش را تکمیل کند. پس از اتمام خدمت به پلی‌تکنیک گدانسک ملحق شد، جاییکه او تا سال ۱۹۲۳ در آنجا ماند اما به دلیل وضعیت مالی خانواده مجبور شد، قبل از فارغ‌التحصیلی آنجا را ترک کند.
در جریان این سال‌ها او، هرچند به‌صورت غیررسمی، اول به اقتصاد متمایل شد. اغلب آثار «غیراورتودوکسی»، مخصوصاً از میکایل توگان بارانوسکی و روزا لوکزامبورگ را مطالعه می‌کرد. سال‌ها بعد آن‌ها برخی از نوشته‌های او مرتبط با رشد بالقوه سیستم کاپیتالیستی را متأثر ساختند.
کالکی چون مجبور بود شغل تمام وقت بگیرد، تحصیلات رسمی‌اش را ترک کرد. اولین وظیفه او جمع‌آوری اطلاعات در شرکت‌های بود که دنبال قرضه بودند. در این مدت او تلاش ناموفق برای راه اندازی یک روزنامه داشت، اما در عوض آغاز به نوشتن مقاله به دو مجله، Polska gospodarcza (اقتصاد لهستان) و Przeglad gospodarczy (مرور اقتصاد) کرد. احتمالاً حین نوشتن این مقالات او آغاز به اندوختن مهارت‌های گرفتن و تجزیه و تحلیل کردن اطلاعات تجربی کرد که بعداً از آن در کارهای حرفه‌ی‌اش استفاده برد.
کالکی در سال ۱۹۲۹ میلادی درخواست کار در مؤسسه تحقیقات در چرخه‌ها و بهای تجاری (Instytut Badania Koniunktur Gospodarczych i Cen) در ورشو داد و به دلیل توانایی که در استفاده از آمار داشت، آنجا موفق شد شغل بگیرد. او به مدت ۷ سال آنجا ماند. در ۱۸ ژوئن ۱۹۳۰ او با آدا استرنفیلد ازدواج کرد. در مؤسسه نامبرده او با لودیک لانداو معرفی شد، کسی که دانش آماری‌اش بر کارهای کالکی تأثیر گذاشت. اولین انتشارات او ویژگی عملی داشت و بر ایجاد ارتباط میان دامنه‌های-ماکرو (macro-magnitudes) متمرکز بود. اولین مقاله که تعداد زیاد مشارکت‌های بعدی را پیش‌بینی کرده بود، در سال ۱۹۳۲ در مجله Przeglad socjalistyczny (مرور سوسیالیست) با نام مستعار هنریک براون چاپ شد. این مقاله به تأثیرات کاهش دستمزد در جریان رکود اقتصادی پرداخت.

### انقلاب کالکی و کینز: ۱۹۳۳–۱۹۳۹
کالکی در سال ۱۹۳۳ میلادی Proba teorji koniunktury (تلاشی در نظریه چرخه تجارت)، مقاله‌ای که بیشتر مسائلی را که بر افکار او تا آخر زندگی‌اش حاکم بود، را نوشت. کالکی در این مقاله برای اولین بار یک نظریهٔ جامع چرخه‌های تجاری را توسعه داد. تهداب نظریهٔ ماکرو اقتصادی تقاضای مؤثر او در مقاله‌ای ارائه شد که ایده‌های مشابه را که سه سال بعد توسط جان مینارد کینز در نظریه کلی استخدام، ربح و پول چاپ شد، پیش‌بینی کرده بود. به گفته لاورنس کلاین (۱۹۵۱)، کالکی «سیستمی را ایجاد کرد که حاوی همه مسائل مهم سیستم کینزی به علاوه مسائل دیگر بود». در مقدمه‌ای بر ترجمه انگلیسی سال ۱۹۶۶ این مقاله، خوان روبینسون نوشت: «جملات صریح و متمرکز او یک مقدمه بهتر به نظریه کلی استخدام، ربح و پول نسبت به تمام آنچه در این زمینه تولید شده‌است، می‌دهد».
به استثنای یک تعداد اندک اقتصاددانان (مخصوصاً اقتصادسنجان) که با کار او آشنا بودند، فعالیت‌های کالکی که اساساً به زبان لهستانی بودند، معروف نشدند. در اکتبر ۱۹۳۳ میلادی او مقاله‌اش را به اتحادیه بین‌المللی اقتصادسنجی در لایدن خواند و در سال ۱۹۳۵ میلادی آن را در دو مجله بزرگ: Revue d’Economie Politique و Econometrica به چاپ رسانید. خوانندگان هیچ‌یک از آن دو مجله به‌صورت خاص متأثر نشدند، اما این مقاله نظریات مطلوب را از اقتصاددانان برجسته مثل راگنار فریش و جان تنبرگن دریافت کرد.
کالکی در سال ۱۹۳۶ میلادی در برابر اقدامات با انگیزه سیاسی که از سوی مؤسسه تحقیقات در برابر همکارانش از جمله لانداو در دست گرفته شده بود، اعتراض کرد. کالکی استعفا داد و پس از دریافت کمک هزینه مسافرتی بنیاد راکفلر، به کار در خارج آغاز کرد. اگر او این کمک هزینه را دریافت نمی‌کرد، جنگ باعث می‌شد او در لهستان باقی بماند و با درنظر داشتن ریشه یهودی احتمال این‌که زنده نماند وجود داشت.
این بورسیه کالکی را قادر ساخت تا با خانمش به سوئد سفر کند، جاییکه پیروان نت ویکسل تلاش می‌کرد نظریهٔ مشابه به کالکی را شکل دهد. در سوئد در سال ۱۹۳۶ میلادی او از چاپ نظریهٔ کلی کینز اطلاع یافت. کالکی بر یک توضیح جامع ایده‌های اقتصادی که قبلاً توسعه داده بود کار می‌کرد، اما با یافتن بیشتر چیزهای‌که می‌خواست در مورد کتاب کینز بگوید، اثرش را متوقف ساخته و به انگلستان رفت. او در اول از مدرسه اقتصاد لندن بازدید کردیده و پس از آن به کمبریج رفت. ازین‌رو دوستی او با ریچارد کان، خوان روبینسون و پیرو اسرافا آغاز شد که یک نشانه همیشگی بر تمام آن‌ها گذاشت. کالکی در سال ۱۹۳۷ میلادی با کینز ملاقات کرد. ملاقات آن‌ها عالی بود و کنز کناره‌گیری کرد. هرچند به نتایج که هریک آن‌ها در جریان کارشان به آن رسیده بودند مشابه بود، ویژگی‌های آن‌ها نمی‌توانست زیاد از هم متفاوت باشد. کالکی با مهربانی از ذکر این‌که اولویت‌های چاپی دارد، صرف نظر کرد. به گونه‌ای که خوان روبینسون می‌گوید:
«ادعای میتشا کالکی مبنی بر اولویت بندی چاپ‌هایش غیرقابل انکار است. او با غرور مناسب علمی (که متأسفانه میان دانشمندان به ندرت دیده می‌شود) هیچگاه از این حقیقت یاد نکرد. در حقیقت، به استثنای نویسندگان مربوطه، دانستن این جالب نیست که کی چه را چاپ کرد. آنچه جالب است این‌است که دو متفکر، از نقاط آغاز کاملاً متفاوت سیاسی و فکری، به همان نتیجه رسیده‌اند. برای ما در کمبریج این یک آرامش بزرگ بود».
بعدها کالکی همیشه تصدیق می‌کرد که «انقلاب کینزی» نام مناسبی برای جنبش در اقتصاد است، زیرا او اهمیت موقعیت تثبیت شده کینز، شناختی که کینز از آن برخوردار بود و نقش تعیین‌کننده او در ترویج و پذیرش نهایی ایده‌های کالکی در آن پیشگام بود، پی برده بود.
کالکی در سال ۱۹۳۹ میلادی یکی از مهم‌ترین آثارش، مقاله‌های در مورد نظریهٔ نوسانات اقتصاد، را نوشت. هرچند تصور او در طول سال‌ها تغییر کرد، تمام عناصر مهم اقتصاد کالکی قبلاً در این اثر موجود بودند: به یک معنی انتشارات بعدی او حاوی توضیحات محض ایده‌های مطرح شده در این‌جا بود.
از آنجاییکه کلیکی به‌صورت کلی مشتاق انقلاب کینزی بود، در مقاله‌اش جوانب سیاسی استخدام کامل که آناتول کالتسکی آن را یکی از پیش‌بینی‌کننده‌ترین مقالات اقتصادی منتشر شده تا آن زمان نامید، پیش‌بینی کرده بود که این انقلاب دوام نمی‌آورد. کالکی معتقد بود که استخدام کامل که توسط سیاست کینزی ارائه شده‌است نهایتاً منجر به قاطعیت بیشتر طبقه کارگر و تضیف سمت اجتماعی رهبران تجاری می‌شود و باعث می‌شود که نخبگان در برابر فرسایش قدرت سیاسی شان واکنش نشان داده و برای جابجایی آن سیاست فشار بی‌آورند، علی‌رغم این‌که در آن سود بیشتر نسبت به سیستم لیزه فیر وجود دارد.[a]

### جنگ جهانی دوم سال‌های: ۱۹۳۹–۱۹۴۵
کالکی در اوایل سال ۱۹۴۰ میلادی توسط مؤسسه آمار آکسفورد (OIS) استخدام شد. وظیفه او آنجا اساساً عبارت از نوشتن تحلیل آماری و اقتصادی برای دولت بریتانیا در مورد مدیریت اقتصاد جنگ بود. گهگاهی در دانشگاه آکسفورد سخنرانی می‌نمود. گزارش‌های مشرح که کالکی برای دولت آماده کرد عمدتاً در مورد جیره‌بندی کالاها بود و طرحی که او توسعه داد بسیار شبیه سیاست‌های پذیرفته شده پس از معرفی جیره‌بندی بود. به گفته جورج فایول، «کار کالکی در زمان جنگ از آنچه که شایسته اوست کم‌تر شناخته شده‌است».
مقالات متعدد کالکی در زمان جنگ به موضوع تورم وقف داده شده بود. او استدلال کرد، در زمینه اقتصاد، در برابر تلاش‌های دولت مبنی بر سرکوب تورم توسط قواعد رسمی قیمت‌ها و ثابت سازی دستمزد دولتی (ثابت نگهداشتند دستمزدها)، در هر یک از موارد جیره‌بندی اقتصادی را در عوض پیشنهاد نمود (مخصوصاً سیستم جیره‌بندی کامل در مقایسه به برنامه ثابت سازی دستمزد).
برخی از کارهای بزرگ کالکی در این مدت نوشته شدند. در سال ۱۹۴۳ او دو مقاله نوشت، یکی با اضافات جدید به نظریهٔ سنتی حلقه تجارت سروکار داشته و دیگر نظریهٔ کامل اصلی حلقات تجاری او را که در اثر رویدادهای سیاسی به‌وجود آمده بودند، ارائه می‌کرد. مقاله دوم در سال ۱۹۴۴ به چاپ رسید و بر فرضیه استخدام کامل مبتنی بود. این مقاله ترکیب مطالعات کالکی و همکارانش در OIS بود که شدیداً توسط کالکی متأثر شده بودند.
کالکی در سال ۱۹۴۵ میلادی OIS را به این دلیل ترک نمود که حس می‌کرد از استعدادهایش به درستی قدردانی نمی‌شود. او در کارهایش تواضع زیادی داشت و توقع حقوق زیادی نداشت، اما از این‌که در برابر او به دلیل مهاجر بودن تبعیض روا داشته می‌شد، ناراحت شد. یکی از دلایلی که او در یک سمت بالاتر گماشته نشد این بود که او درخواستی برای تابعیت بریتانیایی نکرد.

### سال‌های پس از جنگ: ۱۹۴۵–۱۹۵۵
کالکی برای مدتی به پاریس رفته و سپس به مونتریال نقل مکان کرد، جاییکه او برای پانزده ماه ماند و در دفتر بین‌المللی کارگران کار کرد. در ژوئیه ۱۹۴۶ میلادی او دعوت دولت لهستان را برای ریاست دفتر برنامه‌ریزی مرکزی وزارت اقتصاد پذیرفت اما چند ماه بعد آنجا را ترک کرد. در پایان ۱۹۴۶ میلادی، او شغل معاون دپارتمان امور اقتصادی دبیرخانه سازمان ملل متحد را در نیویورک به عهده گرفت. او تا سال ۱۹۵۵ در آنجا باقی ماند، عمدتاً گزارش‌ها اقتصاد جهانی را تهیه می‌کرد. کالکی در نتیجه فشارهای مککارتیست‌ها از آن‌جا استعفا داد. استدلال می‌شود که او در زمینه‌های سیاسی مجازات شد (یک سمت برنامه‌ریزی اقتصادی غیرشایسته به او نسبت داده شد). او با پرونده سازی‌های سناتور جوزف مککارتی تحت فشار قرار گرفت به گونه‌ای که بیشتر دوستان نزدیکش از آن متأثر شدند. کالکی که از سوی سنای ایالات متحده حامی کمونیسم قلم‌داد شد، نهایتاً نتوانست به موفقیت‌های حرفه‌ای در ایالات متحده دست یابد (هرچند او در آنجا پساکینزی‌ها را متأثر ساخت)، برخلاف در انگلستان، او پیروان زیادی داشت و مخصوصاً از سوی دوستش خوان روبینسون حمایت می‌شد.

## ارجاعات
1. ↑  Bruce Williams, Making and Breaking Universities, Macleay Press, p. 103.
2. ↑  Jonathan Nitzan and Shimshon Bichler. Capital as power: a study of order and creorder. Taylor & Francis, 2009, pp. 50–51.
3. 1 2 3  Michal Kalecki's legacy, an interview with Jan Toporowski Kalecki's legacy. World Economics Association Newsletters, 1 February 2014.
4. 1 2 3 4 5 6 7  Ivan Figura (October 2005). "PROFILES OF WORLD ECONOMISTS: MICHAL KALECKI" (PDF). BIATEC – odborný bankový časopis. XIII: 21–25.
5. 1 2 3 4  Michal Kalecki, The Last Phase in the Transformation of Capitalism With an Introduction by George R. Feiwel, pp. 51–53.
6. 1 2 3  Michal Kalecki, The Last Phase in the Transformation of Capitalism With an Introduction by George R. Feiwel, Monthly Review Press, New York, 1972, pp. 13–14.
7. ↑  Robinson, Joan (1966). "Kalecki and Keynes". Problems of Economic Dynamics and Planning: Essays in Honour of Michal Kalecki. Polish Scientific Publishers. p. 337.
8. ↑  Anatole Kaletsky (2011). Capitalism 4.0: The Birth of a New Economy. Bloomsbury. pp. 52–53, 173, 262. ISBN 978-1-4088-0973-0.
9. ↑  Kalecki (1943). "Political Aspects of Full Employment". Monthly Review. The Political Quarterly. Retrieved 2012-05-02.
10. ↑  George R. Feiwel (1975). p. 239.
11. ↑  "CONFIANZA, REFORMAS Y CRISIS ECONÓMICA". www.eumed.net.
12. ↑  Michal Kalecki, 1899–1970 Michal Kalecki. Institute for New Economic Thinking.
13. Don Patinkin, Anticipations of the General Theory?: And Other Essays on Keynes, University of Chicago Press, 1984, p. 61.
14. Bill Mitchell (August 13, 2010), "Michal Kalecki – The Political Aspects of Full Employment": "... those scholars who do not see Keynes as being the central figure in the development of the theory of effective demand ... lean to the view that the transition from the Treatise (1930) to the General Theory (1936) was so great that it is likely that Keynes knew what Kalecki had written and published and was influenced by it."